# Parc Annie Cordy
Le parc Annie Cordy (en néerlandais : Annie Cordypark) est un parc de la ville de Bruxelles, situé à Laeken et attenant à l'ancienne gare de Laeken.

## Historique
Le parc est inauguré le 8 juillet 2018 en l'honneur de la chanteuse, meneuse de revue et actrice laekenoise Annie Cordy. Celle-ci est née non loin du parc. Une peinture murale, représentant Annie Cordy, réalisée par l'artiste bruxellois Pierre Coubeau orne le parc,,,. L'entrée principale est située sur le Parvis Notre-Dame (église Notre-Dame de Laeken).
Le 22 avril 2022, la Région bruxelloise (urbanisme & patrimoine) délivre le permis d'urbanisme permettant la rénovation du parc Annie Cordy.

## Galerie de photos

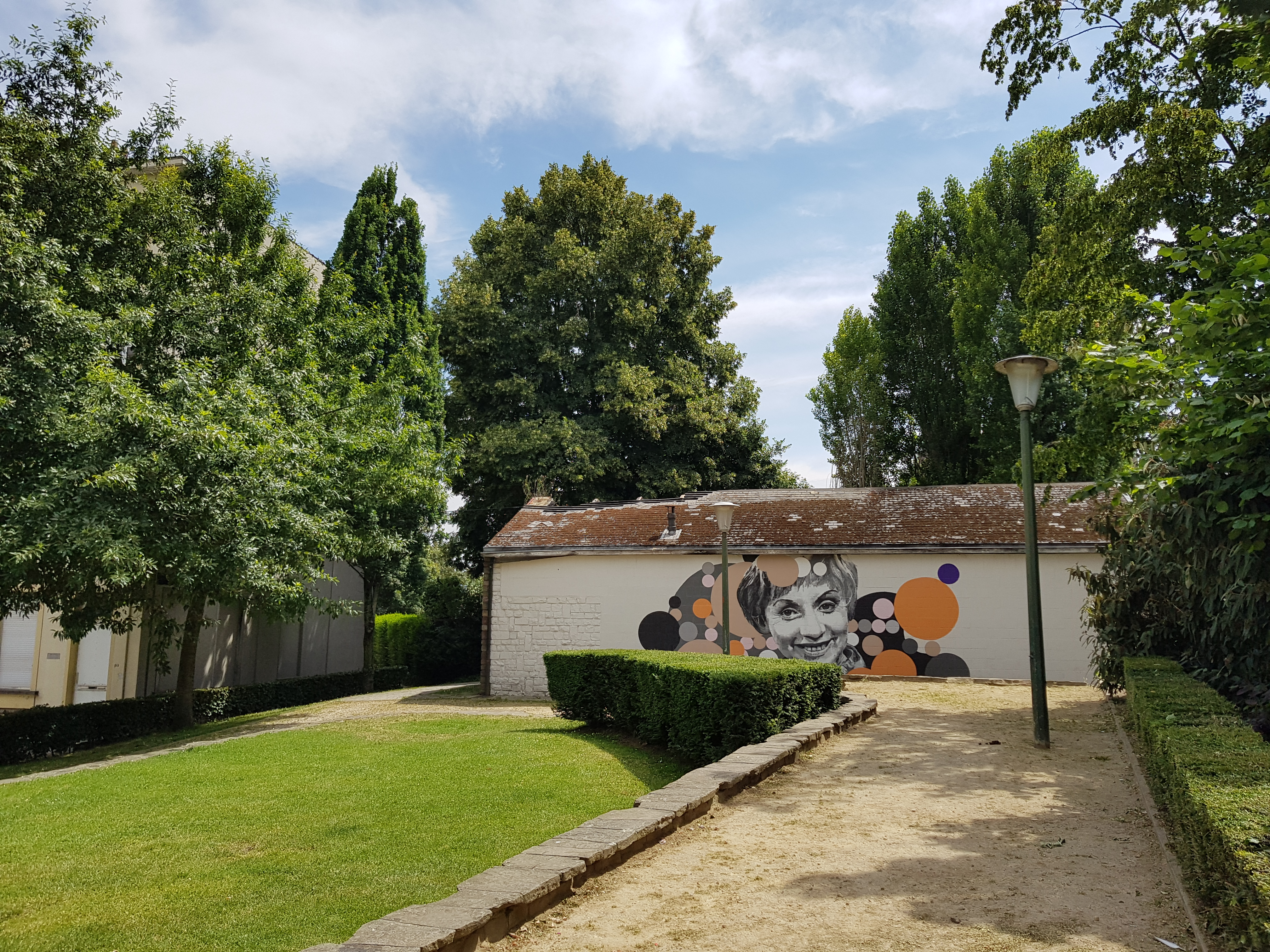
Peinture murale représentant la chanteuse Annie Cordy
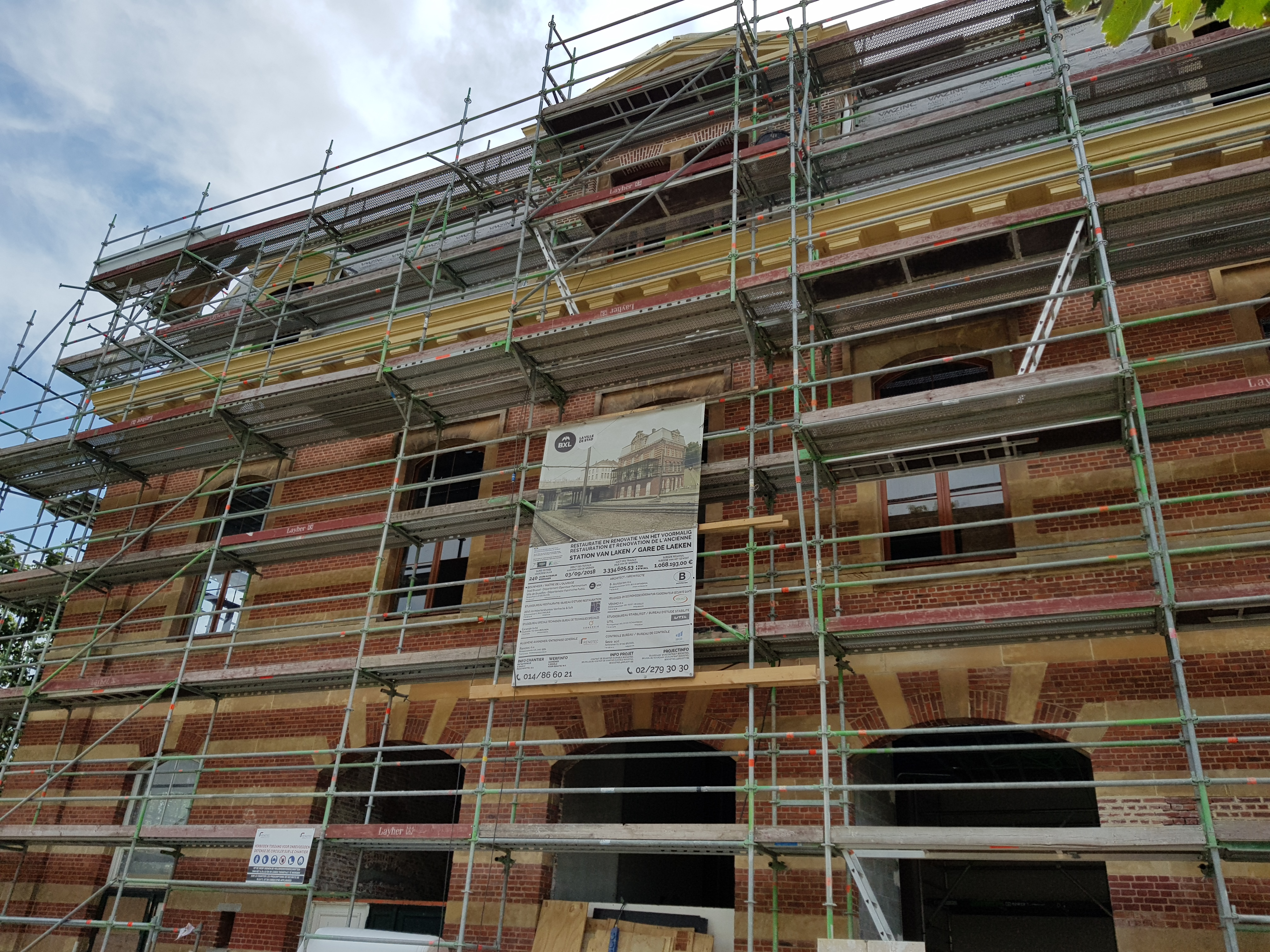
Ancienne gare de Laeken
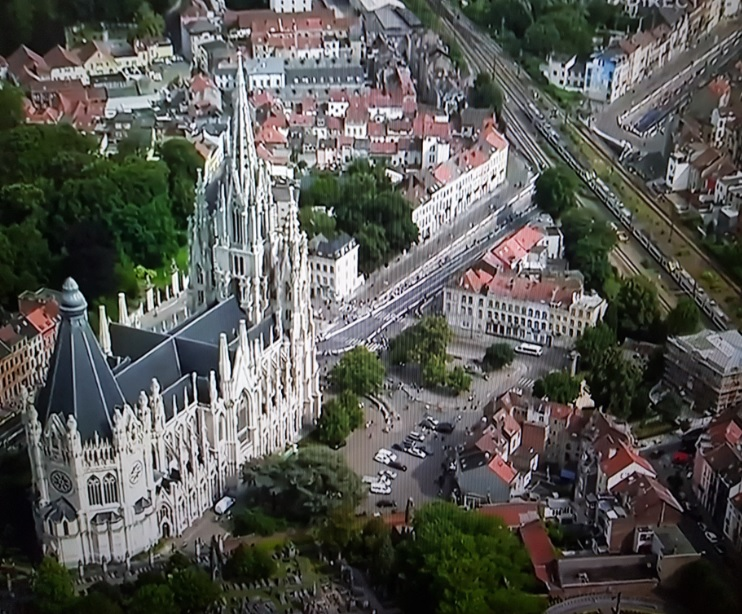
Vue aérienne
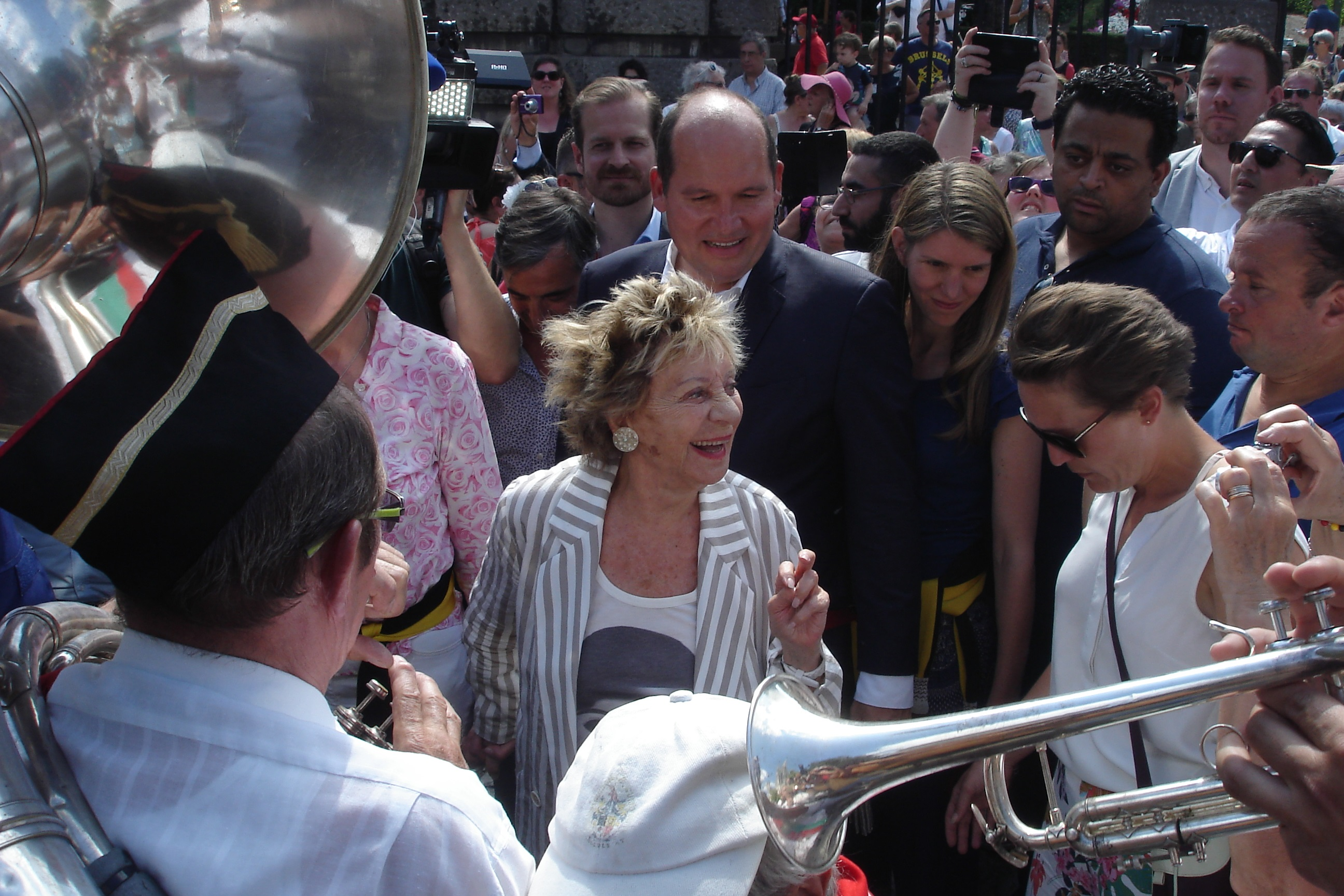
Annie Cordy inaugure à Laeken, le parc qui porte son nom.

## Accessibilité
| ___ | Ce site est desservi par la station de métro : Bockstael. |